# Parasuta spectabilis
Espèce
Synonymes
- Hoplocephalus spectabilis Krefft, 1869
- Suta spectabilis (Krefft, 1869)
- Denisonia spectabilis nullarbor Storr, 1981
- Suta spectabilis nullarbor (Storr, 1981)
- Rhinoplocephalus spectabilis bushi Storr, 1988
- Suta spectabilis bushi (Storr, 1988)

Parasuta spectabilis est une espèce de serpents de la famille des Elapidae.

## Répartition
Cette espèce est endémique d'Australie.

## Liste des sous-espèces
Selon The Reptile Database (15 octobre 2011) :
- Parasuta spectabilis bushi (Storr, 1988) des environs d'Esperance
- Parasuta spectabilis nullarbor (Storr, 1981) de la plaine de Nullarbor
- Parasuta spectabilis spectabilis (Krefft, 1869) de Nouvelle-Galles du Sud et du Queensland

## Publications originales
- Krefft, 1869 : The Snakes of Australia; an Illustrated and Descriptive Catalogue of All the Known Species. Sydney, Govt. Printer, p. 1-100 (texte intégral).
- Storr, 1981 : The Denisonia gouldii species-group (Serpentes, Elapidae) in Western Australia. Records of the Western Australian Museum, vol. 8 p. 501-515 (texte intégral).
- Storr, 1988 : A new Rhinoplocephalus (Serpentes: Elapidae) from Western Australia. Records of the Western Australian Museum, vol. 14, no 1, p. 137-138 (texte intégral)